# Campanyes de Ceuta, Tetuan i Larraix
Les companyes de Ceuta, Tetuan i Larraix són una sèrie d'operacions militars espanyoles entre 1913 i 1916 a la rodalia de Ceuta, Tetuan i Larraix al Marroc.

## Antecedents
El 1912 s'estableix el protectorat espanyol al Marroc. Es tracta, de fet, d'una espècie de subprotectorat, una cessió a Espanya per part de França de l'administració colonial d'una franja del nord del país. El soldanat del Marroc havia quedat aquell mateix any sota domini francès, tal com establia el Tractat de Fes, fet que representà la culminació de la gradual penetració colonial al país magrebí.

## Les campanyes
El 18 de febrer de 1913 el comandant militar de Ceuta i alt comissionat al Marroc, general Felipe Alfau Mendoza, van sortir amb 2500 homes de la ciutat en direcció a Tetuan on es va penjar la bandera espanyola; els soldats es van establir a l'alcassaba i edificis veïns. Aquesta operació es va fer sense disparar ni un tret.
El 5 de juny de 1913 els berbers van atacar una estació heliogràfica entre Larraix i Arcila. Un destacament espanyol va sortir del Soc de Cenin i un altre d'Arcila a les ordres del coronel Manuel Fernández Silvestre y Pantiga, comandant militar de Larraix per castigar els culpables; al mateix temps les cabiles de la rodalia de Tetuan van començar a mostrar signes de rebel·lió i Alfau va haver de prohibir circular de nit pels camins que portaven de Ceuta a Tetuan. El 12 de juny es va ocupar la posició de Laucien a uns 10 km de Tetuan que garantia el camí cap a Ceuta, ocupació que es va fer després de tenir un bon nombre de baixes. El mateix dia 12 la canonera "General Concha" va embarrancar a la platja de Bucion i fou atacada pels cabilencs, que van causar diverses baixes entre les quals la del capital del vaixell. Durant uns dies es van produir combats quan circulaven els combois a les comarques de Tetuan i Larraix i el dia 13 el general Fernández Silvestre va tenir un combat seriós prop de Souk al-Arbaa; els combats van seguir tot el mes de juny i el juliol. El 7 de juliol els cabilencs van entrar a Larraix i van atacar l'alcàsser però foren finalment rebutjats. El 10 de juliol Alfau va enviar quatre columnes des de Ceuta que van empaitar als cabilencs i els van causar nombroses baixes, perdent els espanyols uns 50 homes.
El coronel Fernández Silvestre fou ascendit a general de brigada (19 de juny de 1913) però la situació bèl·lica es veia amb hostilitat a la península i el govern va decidir canviar a l'alt comissionat i governador de Ceuta, Alfau, i el 15 d'agost de 1913 va nomenar pel càrrec al general José Marina Vega, anterior comandant militar de Melilla, que va prendre possessió el dia 17, just quan el general Fernández Silvestre acabava d'ocupar la posició de Cuesta Colorada, que dominava el Raisuli, oposat des de feia un temps als espanyols. També en aquests dies el general Domingo Arraiz de Conderena y Ugarte fou enviat des de Ceuta contra els cabilencs insubmisos i els va atacar a la zona entre la vall de Castillejos i Cap Negrón, cremant els seus poblats. El canvi d'alt comissionat no va aturar els atacs dels cabilencs als afores de Ceuta, Tetuan i Larraix, i es van produir diverses sortides de columnes de represàlia durant la resta del 1913 i part del 1914.
El juny de 1914 forces espanyoles van disparar al Raisuli que tenia un salva conducte de l'alt-comissionat general Marina. Aquest va cridar al general Fernández Silvestre com a responsable, i els desacords entre els dos homes es va perllongar durant la resta de 1914 i fins al 1915. Finalment Marina va dimitir, oficialment per motius de salut, el 9 de juliol de 1915; Fernández Silvestre fou destituït com a comandant de Larraix i nomenat aquest mateix dia com a ajudant de camp del rei Alfons XIII. Com a nou alt-comissionat fou nomenat el general Francisco Gómez Jordana.
Amb negociacions polítiques i algunes actuacions militars va aconseguir que les forces de Larraix prenguessin posicions fins a acostar-se a les de Tetuan i també en direcció a Tànger. El maig de 1916, amb el suport de Raisuli, altre cop aliat a Espanya, es va ocupar la posició d'Ain Yedida al Fondack, que permetia comunicar les forces de Larraix i les de Ceuta.

## Conseqüències
Tot just liquidada la rebel·lió de Raisuni mitjançant negociacions, s'aixecaren contra les tropes colonials les tribus del Rif central, al front de les quals hi havia la tribu dels Ait Waryaghar o Beni Urriaguel. El cap visible d'aquesta i, per tant, de la rebel·lió fou Muhammad ibn Abd al-Karim al-Khattabi, conegut també com a Abdelkrim o Abd el-Krim, membre del clan dels Ait Yusef, cadi (jutge religiós) de Melilla i antic col·laborador del diari El Telegrama de Melilla.